# Зюлхгау
Зюлхгау (Сюлихгау) (на немски: Sülchgau, Sülichgau; на латински: Comitate Sulihgeiuua) е средновековно гау-графство в днешния регион Тюбинген в Баден-Вюртемберг, Германия и обхваща днешните селища Кирхентелинсфурт, Ротенбург ам Некар, Ергенцинген и части от бившия църковен чифлик в Дуслинген.

## История
Зюлхгау е споменат за пръв път през 888 г. като „Sulihgeiuua“, каролингски управленчески окръг, в дарителен документ на крал Арнулф Каринтийски.
Гауграфството става известно с легендата за Свети Майнрад фон Айнзиделн, написана през началото на 10 век от монасите от Ст. Гален. Свети Майнрад (ок. 800 – 861) е син на алемански благородник от Зюлхгау.
През 1057 г. Хайнрих IV подарява кралското имение в Зюлхен до Ротенбург ам Некар на епископската църква в Шпайер. Те сменят новите собствености в Зюлхгау с манастир Хирзау или ги дават за ползване на Хесоните.
Хесоните се местят през края на 11 век в Бакнанг в замък Волфзьолден и през средата на 12 век завършват сведенията за Зюлхгау като самостоятелна област.

## Гауграфове в Зюлхгау
- Еберхард (* 856; † сл. 889), граф в Зюлхгау, 888 г. граф в Юлихгау, син на Еберхард († 866), маркграф на Фриули и херцог на Фриули (Унруохинги)
- Перингар и/или Епархард, графове в Зюлхгау 888 г. (Унруохинги)[3]
- Еберхард от Зюлхгау, син на Унрох III († 874), маркграф на Фриули (Унруохинги)
- Хесо († ок. 1007), граф в Зюлхгау и Ортенау (Хесони)
- Хесо († ок. 1027), граф в Зюлхгау и Мургау, женен за Гизела, наследничка на Бакнанг (Хесони)
- Юдит фон Бакнанг-Зюлхгау (Хесони), омъжена за маркграф Херман II фон Баден († 1130)
- Фридрих († сл. 1027), граф в Зюлихгау-Хатенхундерт, баща на Буркхард I фон Цолерн[4]